# Montbizot
Montbizot és un municipi francès situat al departament del Sarthe i a la regió de País del Loira. L'any 2007 tenia 1.579 habitants.

## Demografia

### Població
El 2007 la població de fet de Montbizot era de 1.579 persones. Hi havia 593 famílies de les quals 136 eren unipersonals (70 homes vivint sols i 66 dones vivint soles), 182 parelles sense fills, 263 parelles amb fills i 12 famílies monoparentals amb fills.
La població ha evolucionat segons el següent gràfic:
Habitants censats

### Habitatges
El 2007 hi havia 642 habitatges, 592 eren l'habitatge principal de la família, 24 eren segones residències i 26 estaven desocupats. 615 eren cases i 24 eren apartaments. Dels 592 habitatges principals, 503 estaven ocupats pels seus propietaris, 86 estaven llogats i ocupats pels llogaters i 3 estaven cedits a títol gratuït; 4 tenien una cambra, 26 en tenien dues, 69 en tenien tres, 170 en tenien quatre i 323 en tenien cinc o més. 435 habitatges disposaven pel capbaix d'una plaça de pàrquing. A 219 habitatges hi havia un automòbil i a 308 n'hi havia dos o més.

### Piràmide de població
La piràmide de població per edats i sexe el 2009 era:
| Homes | Edats   | Dones |
| ----- | ------- | ----- |
| 0     | 95 o +  | 0     |
| 4     | 90 a 94 | 4     |
| 0     | 85 a 89 | 8     |
| 8     | 80 a 84 | 8     |
| 44    | 75 a 79 | 16    |
| 16    | 70 a 74 | 52    |
| 32    | 65 a 69 | 40    |
| 32    | 60 a 64 | 20    |
| 24    | 55 a 59 | 44    |
| 32    | 50 a 54 | 44    |
| 60    | 45 a 49 | 28    |
| 32    | 40 a 44 | 48    |
| 60    | 35 a 39 | 52    |
| 40    | 30 a 34 | 36    |
| 16    | 25 a 29 | 40    |
| 16    | 20 a 24 | 24    |
| 28    | 15 a 19 | 24    |
| 40    | 10 a 14 | 48    |
| 56    | 5 a 9   | 68    |
| 20    | 0 a 4   | 20    |

## Economia
El 2007 la població en edat de treballar era de 966 persones, 776 eren actives i 190 eren inactives. De les 776 persones actives 734 estaven ocupades (387 homes i 347 dones) i 42 estaven aturades (27 homes i 15 dones). De les 190 persones inactives 69 estaven jubilades, 73 estaven estudiant i 48 estaven classificades com a «altres inactius».

### Ingressos
El 2009 a Montbizot hi havia 620 unitats fiscals que integraven 1.665 persones, la mediana anual d'ingressos fiscals per persona era de 17.277 €.

### Activitats econòmiques
Dels 43 establiments que hi havia el 2007, 1 era d'una empresa alimentària, 2 d'empreses de fabricació d'altres productes industrials, 11 d'empreses de construcció, 8 d'empreses de comerç i reparació d'automòbils, 4 d'empreses de transport, 3 d'empreses d'hostatgeria i restauració, 1 d'una empresa d'informació i comunicació, 2 d'empreses financeres, 1 d'una empresa immobiliària, 2 d'empreses de serveis, 2 d'entitats de l'administració pública i 6 d'empreses classificades com a «altres activitats de serveis».
Dels 19 establiments de servei als particulars que hi havia el 2009, 1 era una oficina de correu, 1 una oficina bancària, 1 funerària, 1 taller de reparació d'automòbils i de material agrícola, 2 paletes, 1 guixaire pintor, 2 fusteries, 2 lampisteries, 4 electricistes, 1 perruqueria, 2 restaurants i 1 saló de bellesa.
Dels 3 establiments comercials que hi havia el 2009, 1 era un supermercat, 1 una fleca i 1 una carnisseria.
L'any 2000 a Montbizot hi havia 15 explotacions agrícoles que ocupaven un total de 930 hectàrees.

## Equipaments sanitaris i escolars
El 2009 hi havia una escola elemental.

## Poblacions més properes
El següent diagrama mostra les poblacions més properes.